# 黑客新闻
Hacker News 是一家关于计算机黑客和创业公司的社会化新闻网站，由保罗·格雷厄姆的创业孵化器 Y Combinator 创建。与其它社会化新闻网站不同的是 Hacker News 未登入訪客没有贊成或反对一条提交新闻的选项，不过还是可以被有足够 Karma 的用户投贊成或反对票。简而言之，Hacker News 允许提交任何可以被理解为“任何满足人们求知欲”的新闻。

## 历史
Hacker News 由保罗·格雷厄姆于2007年2月创建，一开始它被称作 Startup News 或在有时被称作 News.YC. 2007年8月14日它有了现在的名字。Hacker News 也是 Y Combinator 的一个项目，作为 Graham 联合设计的 Arc 语言的一个实际应用展示。
此外，Hacker News的创建也有试图再现Reddit早期社区环境的目的。Graham表达了他希望避免永恒九月而导致小白涌入，社区整体讨论质量下降的愿望。